# تپه طرزک
تپه طرزک مربوط به سدهٔ ۷ و ۸ ه.ق است و در شهرستان بوئین‌زهرا، روستای طرزک واقع شده و این اثر در تاریخ ۲۵ خرداد ۱۳۸۱ با شمارهٔ ثبت ۵۷۸۶ به‌عنوان یکی از آثار ملی ایران به ثبت رسیده است.